# Johann Franz Desideratus (Nassau-Siegen)

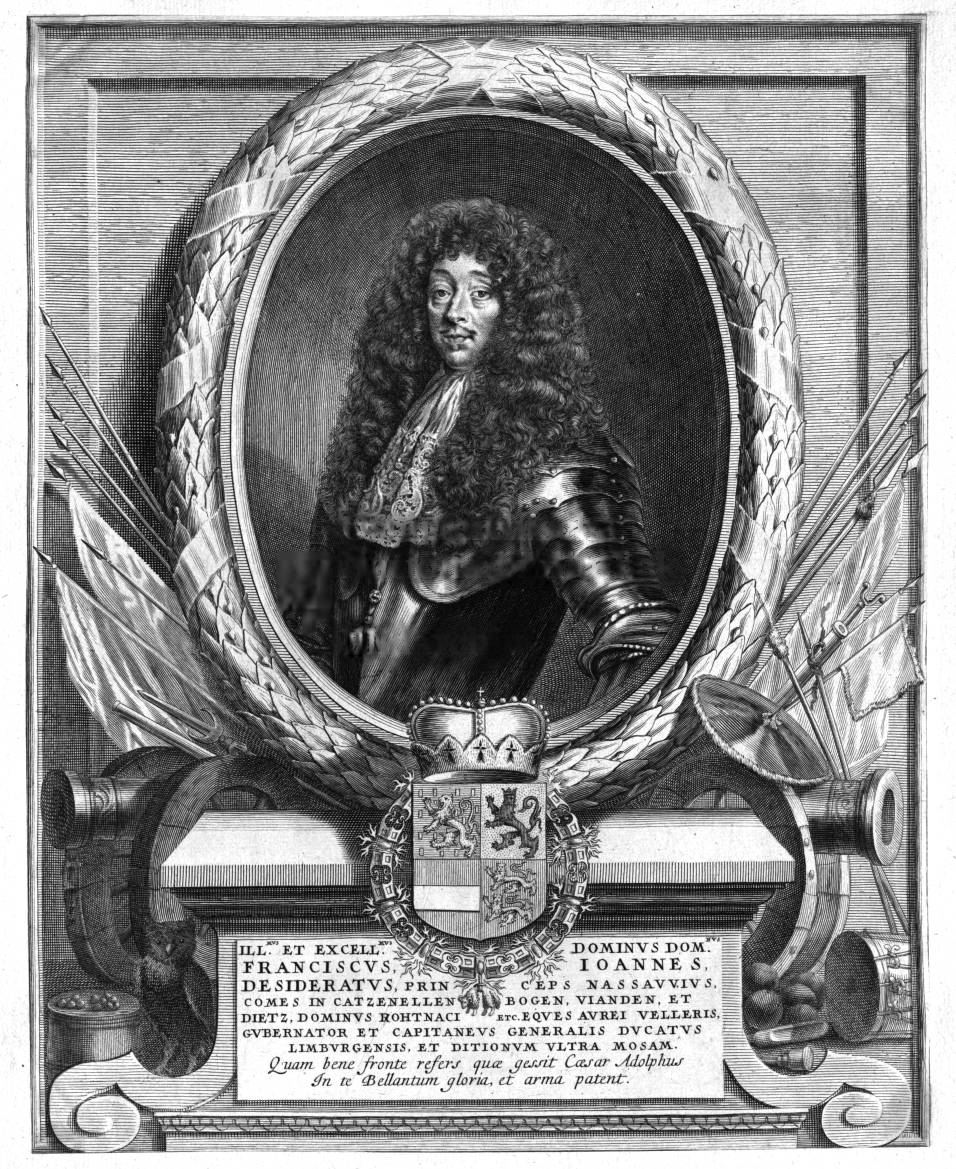
Johann Franz Desideratus von Nassau-Siegen

Johann Franz Desideratus Fürst zu Nassau-Siegen (* 28. Juli 1627 in Nozeroy; † 17. Dezember 1699 in Roermond) war Graf von Nassau-Siegen (seit 1652 Fürst zu Nassau), Graf zu Katzenelnbogen, Vianden und Diez, Baron zu Beilstein und Ronse (Renaix). Er war General-Feldmarschall in habsburgisch-spanischen Diensten und Gouverneur in Luxemburg, Limburg und Geldern.

## Leben
Johann Franz Desideratus war der einzige Sohn aus der Ehe von Graf Johann VIII. von Nassau-Siegen (1583–1638) und der Ernestine Yolande Prinzessin de Ligne (1594–1663). Sein Vater war 1608 heimlich und 1612 offiziell vom Calvinismus zum Katholizismus konvertiert und wurde im Dreißigjährigen Krieg kaiserlicher und spanischer General. 

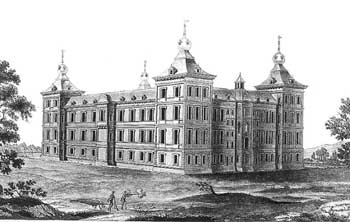
Schloss Ronse, Flandern

Nach dem Tod seines Vaters 1638 wurde Johann Franz Desideratus als Nachfolger seines Vaters Graf von Nassau-Siegen sowie Baron de Renaix in den spanischen Niederlanden, wo die Familie auf Schloss Ronse residierte. Ihre Residenz in Siegen war das Obere Schloss. 
Nach der Rückkehr seines calvinistischen Onkels Graf Johann Moritz aus Brasilien (1644/45) entbrannte vor dem Reichshofrat in Wien eine hitzige Debatte um die Testamente des Großvaters Johann VII., der die Grafschaft Nassau-Siegen auf seine Söhne aufgeteilt hatte. Der Vater Johann VIII. hatte sie als kaiserlicher General jedoch nach dessen Tod 1623 okkupiert, 1632 war sie aber von schwedischen Truppen besetzt worden und Johann Moritz hatte sie in Besitz genommen und auch die von Johann VIII. herbeigerufenen Jesuiten wieder vertrieben. 1636 hatte sich das Kriegsglück wieder zugunsten der kaiserlichen Partei gewendet und Johann die Grafschaft wieder übernommen und eine gewalttätige Rekatholisierung betrieben. Von 1638 bis 1648 regierte Johann Franz Desideratus, zuerst unter der Vormundschaft seiner Mutter, offiziell allein die Grafschaft. 

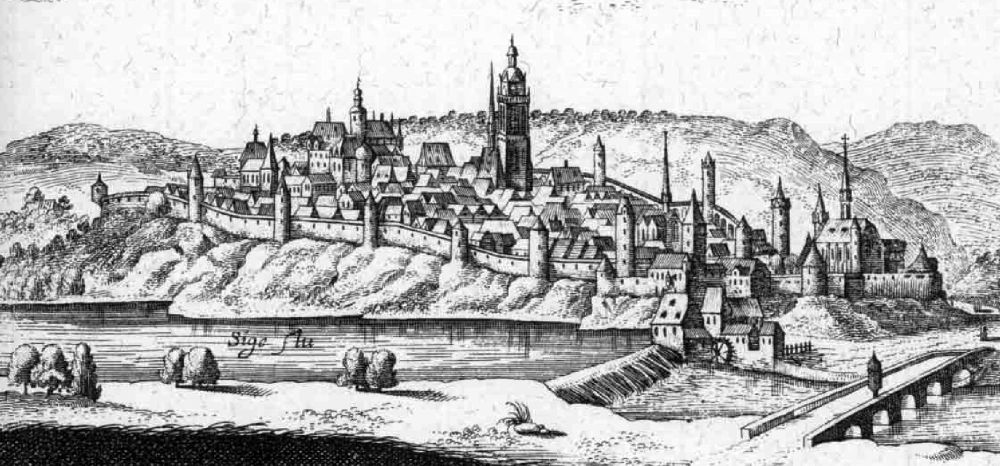
Siegen – Auszug aus der Topographia Hassiae von Matthäus Merian, 1655

Schlussendlich wurde aber 1648 das Testament von 1621 durch Kaiser Ferdinand III. ratifiziert und damit die Dreiteilung der ohnehin schon kleinen Grafschaft durchgesetzt. Damit blieb ein Drittel (mit dem Oberen Schloss) bei Johann Franz Desideratus als Erbe seines Vaters, ein Drittel (mit dem Unteren Schloss) ging an Johann Moritz und eines wurde für Wilhelm bestätigt. Dieser war jedoch bereits 1642 verstorben und seine beiden Söhne ohne Nachfahren vor ihm. Daher hatte Johann Moritz nach Wilhelms Tod 1642, auf den Konfessionszweck des väterlichen Testaments sich stützend, von Wilhelms Stammteil Besitz ergriffen und seinen eigenen Anteil seinem jüngeren Bruder Georg Friedrich vertraglich überlassen. Somit erfolgte 1648 eine Drittelung der Grafschaft zwischen Johann Franz Desideratus und Johann Moritz, die beide 1652 in den Reichsfürstenstand erhoben wurden, sowie Georg Friedrich, der erst 1664 den Fürstenhut erhielt. 
Am 21. November 1652 erhob der Kaiser Johann Franz Desideratus sowie seinen Onkel Johann Moritz in den Reichsfürstenstand, nunmehr als gemeinsame Fürsten zu Nassau-Siegen. Beide unterhielten in Siegen getrennte Hofhaltungen im Oberen und Unteren Schloss, nebst getrennten Verwaltungen. Während Johann Franz Desideratus überwiegend in Flandern lebte, residierte sein Onkel Johann Moritz zunächst in seinem ab 1633 erbauten Mauritshuis in Den Haag und später hauptsächlich auf der Klever Schwanenburg als Statthalter des Kurfürsten von Brandenburg. 
Wie sein Vater wurde Johann Franz Desideratus General-Feldmarschall in habsburgisch-spanischen Diensten. Zudem war er Gouverneur und Statthalter von Luxemburg und Generalkapitän des Herzogtums Limburg. 1661 wurde er Ritter im Orden vom Goldenen Vlies. Am 20. Mai 1680 wurde er schließlich Statthalter von Spanisch-Gelderland.
Von 1691 bis 1699 war er nach dem Tod seines Cousins Wilhelm Moritz von Nassau-Siegen, der den protestantischen Teil regiert hatte, allein regierender Fürst in Nassau-Siegen, da er für den 2/3-Anteil von dessen minderjährigem Sohn die Regentschaft führte. Er war Katholik und wegen seiner Verfolgung von Calvinisten, seiner Misswirtschaft und der steigenden Verschuldung im Volk unbeliebt; darin sollte ihn allerdings sein Sohn und Nachfolger Wilhelm Hyacinth noch weit übertreffen.

## Familie
Er heiratete am 13. Dezember 1651 in Wien Johanna Claudia Gräfin von Königsegg-Aulendorf (* 23. August 1632 in Innsbruck; † 23. November 1663 in Renaix), 1648 bis 1651 Hofdame der Kaiserin Eleonora Gonzaga d. J., der Frau von Kaiser Ferdinand II. Aus dieser Ehe gingen folgende 23 Kinder hervor, von denen 10 das Erwachsenenalter erreichten:
- Maria Leopoldine Eleonora Gabriella  (1652–1675) ⚭ 27. März 1670 Fürst Moritz Heinrich von Nassau-Hadamar (1626–1679)
- Ernestine Claudia Margarethe Felizitas (1653–1654)
- tot geborener Sohn (1655)
- Ernestine Eleonore Antonia (1656–1675)
- Clara Juliana Margarethe Felizitas (* 1656/1657; † 9. Oktober 1727), Nonne in Mons
- Albertine Anna Gabriella (* 1658; † 26. August 1718), Nonne in Maubeuge
- Maria Donata Gabriele (1660–1660)
- Louise Karoline Anna (1661–1664)
- tot geborene Tochter (1662)
- tot geborener Sohn (1663)

Aus der Ehe mit Maria Eleonore Sophia Markgräfin von Baden-Rodemachern (23. August 1641 bis 18. April 1668) (auch: 19. April 1668), Tochter von Hermann Fortunat, die er nach dem Tode seiner ersten Frau, am 30. Mai 1665 in Rodemack heiratete, gingen folgende Kinder hervor:
- Franz Fortunatus Prinz von Nassau-Siegen (1666–1672)
- Wilhelm Hyacinth Prinz von Nassau-Siegen (1667–1743), der spätere Prinz von Oranien
- Maria Eleonora Ernestina (* April 1668; † 28. September 1669)

In dritter Ehe heiratete er am 9. Februar 1669 in Brüssel Baronesse Isabelle Claire Eugénie du Puget de la Serre (* 1651; † 19. Oktober 1714), mit der er folgende Nachkommen hatte:
- Alexis Anton Christian Ferdinand (1673–1734), Erzbischof von Trapezopolis
- Joseph (1674–1674)
- Charlotte Sophia Johanna (1675–1676)
- Joseph Moritz Karl (1676–1677)
- Maria Philippina (1677–1678)
- Franz Hugo Ferdinand Gereon (1678–1735) ⚭ 3. Juni 1731 Gräfin Leopoldine von Hohenlohe-Bartenstein (* 21. August 1703; † 1776)
- Anna Luise Franziska (* 1. April 1681; † 26. August 1728) ⚭ 20. Juni 1713 Charles Damman, Vicomte d'Oomberghe († 18. Juni 1721)
- Klara Bernhardina Franziska  (1682–1724)  ⚭ 1706 Francisco de Sousa Pacheco († 23. September 1709)
- Emanuel Ignaz  (1688–1735), ⚭ 14. Mai 1711 (geschieden 1718) Charlotte de Mailly-Nesle (* 17. März 1688; † 17. März 1769) war vermutlich der Großvater des Prince de Nassau-Siegen
- Johanna Baptista Josephina  (1690–1745), Nonne in Mons; Erbin von Ronse (Dame de Renaix)